# Dimitri Minakakis
Dimitri Minakakis, grec. Δημήτρης Μηνακάκης (ur. 16 czerwca 1977 w Northern w stanie New Jersey) – amerykański wokalista i autor tekstów, a także grafik oraz fotograf. Dimitri Minakakis znany jest przede wszystkim z występów w zespole The Dillinger Escape Plan. Występował także z zespołem Tokyo. W 2011 roku wokalista wraz z byłymi muzykami Burnt by the Sun: gitarzystą Johnem Adubato, perkusistą Dave'em Wittem oraz basistą Brettem Bamburgerem założył zespół pod nazwą Argonauts.
Minakakis poza działalnością muzyczną prowadzi także studio projektanckie Pronto Workshop.

## Dyskografia
- The Dillinger Escape Plan – The Dillinger Escape Plan (1997, Now or Never)
- The Dillinger Escape Plan – Under the Running Board (1998, Relapse Records)[3]
- The Dillinger Escape Plan – The Dillinger Escape Plan / Nora (1999, Ferret Music)
- The Dillinger Escape Plan – The Dillinger Escape Plan / Drowningman (1999, Hydra Head Records)
- The Dillinger Escape Plan – Calculating Infinity (1999, Hydra Head Records)[4]
- All Else Failed – Archetype (2001, Now Or Never, oprawa graficzna)
- The Dillinger Escape Plan – Cursed, Unshaven and Misbehavin': Live Infinity (2003, Relapse Records)
- The Dillinger Escape Plan – Miss Machine (2004, Relapse Records, oprawa graficzna)[5]
- All Else Failed – This Never Happened (2004, Abacus Records, oprawa graficzna)[6]
- The Dillinger Escape Plan – Ire Works (2007, Relapse Records, gościnnie śpiew)[7]
- The Dillinger Escape Plan – Option Paralysis (2010, Relapse Records, oprawa graficzna)[8]